# Erlöserkirche (Gerolzhofen)

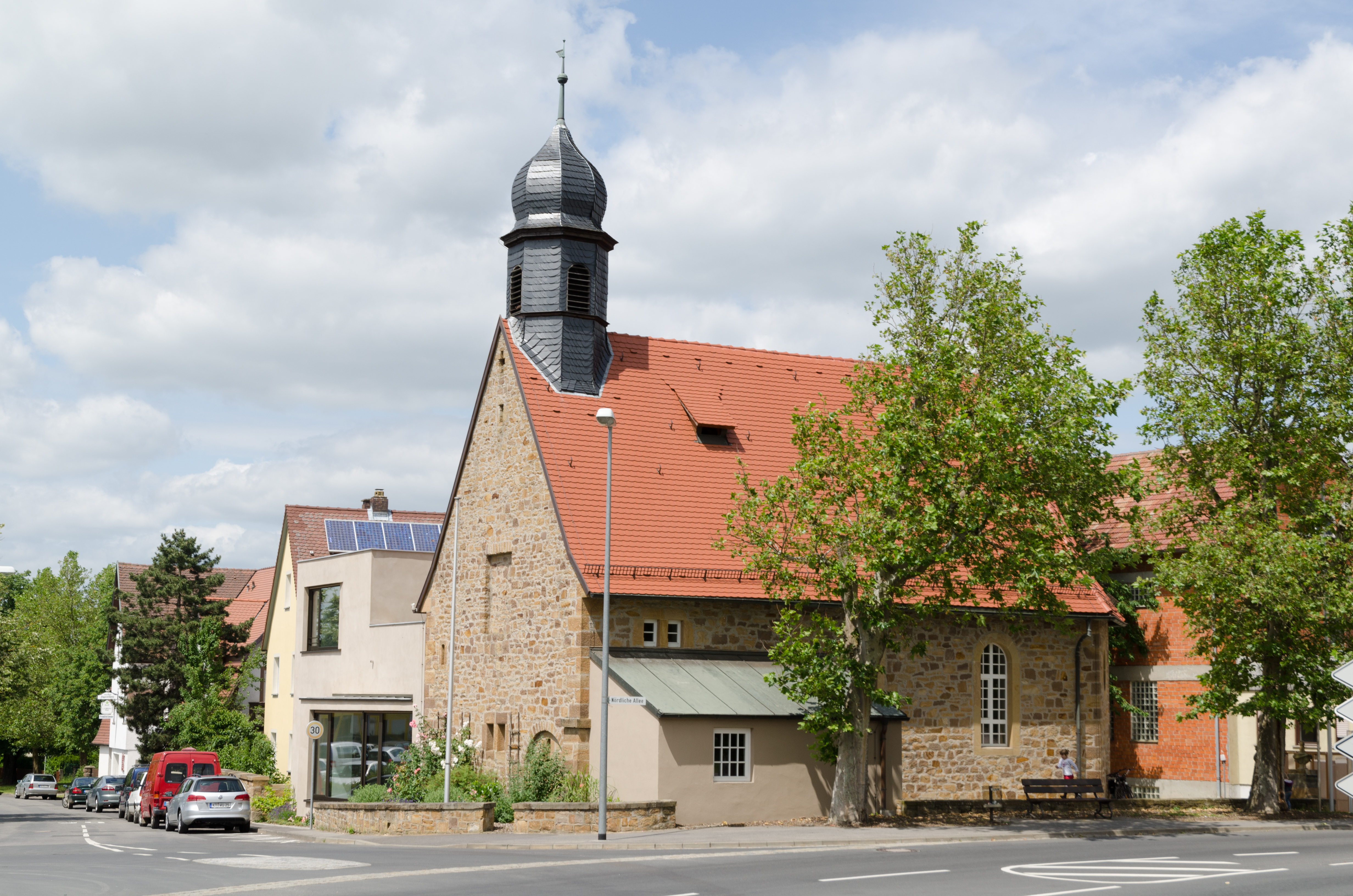
Die Kirche in Gerolzhofen

Die Erlöserkirche (ⓘ) im unterfränkischen Gerolzhofen ist Mittelpunkt der jungen evangelischen Gemeinde. Sie liegt am Rande der Altstadt an der Staatsstraße St2272. Heute ist sie Teil des Dekanats Castell.

## Geschichte
Die Geschichte einer evangelischen Gemeinde in Gerolzhofen beginnt bereits im 16. Jahrhundert. Zu diesem Zeitpunkt, genauer im Jahr 1538, predigte Jakob Pfeffer im Ort die neue Lehre. Er stammte aus dem nahegelegenen Volkach und wurde von der Reformatorin Argula von Grumbach nach Gerolzhofen geschickt. Hier wurde er Pfarrer und hatte dieses Amt insgesamt dreizehn Jahre lange inne. Der Ort seiner Predigten war die gotische Johanneskapelle direkt neben der Pfarrkirche.
Ab dem Jahr 1573 begann die Gegenreformation auch im Hochstift Würzburg einzusetzen. Der Bischof Friedrich von Wirsberg entsandte eine Delegation in die Amtsstadt. Sie sollte die Reformierten in der Stadt zum „wahren“ Glauben zurückführen, hatte jedoch mit ihren Bemühungen kaum messbaren Erfolg. Unter Wirsbergs Nachfolger Julius Echter von Mespelbrunn wurden die Evangelischen dann im Jahr 1586 der Stadt verwiesen. Sie wanderten unter anderem ins nahegelegene Prichsenstadt aus.
Nach dem Ende der evangelischen Gemeinde im 16. Jahrhundert, dauerte es mehrere Jahrhunderte an, bis wieder Protestanten in Gerolzhofen lebten. An der Wende zum 20. Jahrhundert wurden etwa 80 Evangelische von der Kirche in Bimbach seelsorgerisch mitbetreut. Im Jahr 1898 gründete man dann den Verein zur Erwerbung eines Betsaals, zunächst wurde ihnen ein kleiner Raum im „Alten Rathaus“ zugestanden. Bald erwarb die junge Gemeinde ein Grundstück am Rande der Altstadt.
Die Evangelischen sammelten in Nachbardörfern Getreide, um dieses zu verkaufen. Nach dem Ersten Weltkrieg erhielten sie ein Darlehen von der Fürstlich-Castellschen Bank. Gleichzeitig sammelten Auswanderer sogar in Chicago Geld für die Gemeinde. Am 6. August 1922 konnte dann der Grundstein für das kleine Gotteshaus gelegt werden. Bereits ein Jahr später, 1923, konnte die Kirche fertiggestellt und geweiht werden. Mittlerweile war die Gemeinde auf über 130 Personen angewachsen.
Vor dem Zweiten Weltkrieg wechselte die Gemeinde im Jahr 1934 von Bimbach nach Krautheim. Am 1. März 1955 wandelte man die evangelische Gemeinde Gerolzhofen in ein exponiertes Vikariat um. Grund hierfür war der Zuzug von Flüchtlingen aus den östlichen Gebieten. Nach 1945 war die Gemeinde auf über 1000 Personen angewachsen. Erst 1962 erhielt die Gemeinde einen eigenen Pfarrer und wurde endgültig aus Krautheim ausgepfarrt.
Im Jahr zuvor, 1961, hatte man das Gemeindehaus an die Kirche angebaut. 1982 stabilisierte die Gemeinde den Turm durch die Anbringung eines Stahlfußes. Im Jahr 1984 begann eine umfassende Innenrenovierung. Das Bayerische Landesamt für Denkmalpflege ordnet die Kirche am Rande der Altstadt als Baudenkmal mit der Nummer D-6-78-134-35 ein. Die Erlöserkirche ist heute Teil des Evangelisch-Lutherischen Dekanats Castell.
Das Gemeindehaus aus den 1960er Jahren wurde 2010 bis 2012 durch einen Neubau ersetzt.

## Architektur
Die Kirche präsentiert sich als Saalkirche mit Polygonchor. Sie ist geostet und schließt nach oben mit einem Satteldach ab. Auf der Westseite wurde ein schlichter Dachreiter aufgesetzt. Er ist achtseitig, verschiefert und beinhaltet den Glockenstuhl des Baus. Die Außenhaut des Langhauses wurde mit Bruchsteinen verziert. Mehrere Rundbogenfenster sorgen für die Durchlichtung des Gebäudes.
Im Zusammenhang mit dem Gemeindehausanbau 2010 bis 2012 wurde die Nordwand des Kirchenschiffes aufgebrochen, so dass Kirchenraum und Gemeindehaus ineinander übergehen. Hierbei wurde das Innere der Kirche völlig neu gestaltet und auch umorientiert. Der Altar befindet sich nun nicht mehr im Chorraum, sondern vor der südlichen Langhauswand.

## Ausstattung
Ältestes Ausstattungselement in der Kirche ist der Grabstein des ersten evangelischen Pfarrers in Gerolzhofen. Der Geistliche ist mit der erhobenen Schwurhand über dem Abendmahlskelch zu erkennen. Die Inschrift lautet: „CHRI MDLXVIIII IIII D AUG COMPL AN AETATIS XXXXVI COB PFEFFER E STAT VOLKACH PASTOR ECCLAE GEROLTZO AD ANN XIII“ (lat. [Im Jahr] Christi 1569 am 4. Tag des August erfüllte die Jahre seines Alters [waren] 46 [Ja]cob Pfeffer aus der Stadt Volkach, Pfarrer der Kirche Gerolzhofen für 13 Jahre).
Im Jahr 1988 erwarb die Gemeinde eine Orgel. Sie wurde von der Bautzener Orgelbaufirma Eule erbaut und ist mit 13 Registern, zwei Manualen und einem Pedal ausgestattet. Im Jahr 1972 erwarb man ein dreistimmiges Geläut, das das kleine Glöcklein im Dachreiter ersetzte. Bei der Einweihung der Kirche im Jahr 1923 kam ein großes Kruzifix in das Gotteshaus. Es stammte aus einer Werkstatt aus dem oberbayerischen Oberammergau.
Die moderne künstlerische und liturgische Ausstattung von 2012 stammt von Christian Hörl aus Ruderatshofen.